# Obležení Alcázaru
Bitva o Alcázar, pevnost v Toledu, bráněnou frankistickými povstalci proti jednotkám republikánské vlády představuje jednu z bitev Španělské občanské války, která se navzdory svému nevelkému rozsahu velice promítla do průběhu celého konfliktu. Bitva skončila neúspěchem obléhatelů, kteří byli po 70 (69) dnech vytlačeni z Toleda jednotkami generála Varely.

## Průběh bitvy
Když vypuklo povstání proti republikánské vládě, toledské milice spolu s většinou obyvatelstva zůstaly na straně vlády, zatímco vojenská posádka se přidala k povstalcům a po neúspěšném pokusu ovládnout centrum města se uzavřela i s dalšími příznivci povstání v pevnosti.
Tito povstalci ve své pozici představovali nejen hrozbu pro republikánský týl a celou toledskou oblast, ale jejich přítomnost byla velkou morální vzpruhou pro nacionalisty a jejich příznivce mezi obyvatelstvem.
Republikáni se proto rozhodli pevnost co nejrychleji dobýt, ale utrpěli neúspěch, kterého využila nacionalistická propaganda. V jejím podání se hrdinská obrana Alcázaru stala dokladem odhodlání, statečnosti a schopnosti frankistů, v přímém kontrastu se slabostí a neschopností republikánů, kteří navzdory obrovské převaze a dostatku času nedokázali posádku přemoci. Republikánům po propagandistické stránce nepomohly ani různé nestandardní metody, kterými chtěli situaci vyřešit, z nichž nejznámější byla poprava zajatého syna velitele pevnosti jakožto msta za to, že odmítl kapitulovat.
Do odhodlání obránců se mimo jiné promítlo kruté zacházení a popravy zajatců na straně republikánů a fakt, že s řadou z nich byly v pevnosti i jejich rodiny (celkem 520 žen a 50 dětí).

## Význam v dějinách
Sedmdesátidenní obrana Alcázaru se stala legendou španělských dějin. Významný nacionalistický časopis El Alcázar (1936-1988) nesl jméno na počest této události.